# My Song (album de Joe Pass)
Pour les articles homonymes, voir My Song (homonymie).
My Song est un album du guitariste Joe Pass sorti en 1993.

## Description
Pour cet album Joe Pass joue avec des collaborateurs réguliers depuis les années 1960. Les morceaux choisis pour la session sont majoritairement de grands noms du jazz comme Duke Ellington, Fats Waller ou Dave Brubeck, interprétés dans un style bebop et démontrent la dextérité de Pass dans ce style,.

## Pistes
| No  | Titre                       | Musique          | Durée |
| --- | --------------------------- | ---------------- | ----- |
| 1.  | Rockin’ In Rhythm           | Duke Ellington   | 6:00  |
| 2.  | Azure                       | Duke Ellington   | 7:17  |
| 3.  | Keepin’ Out Of Mischief Now | Fats Waller      | 7:39  |
| 4.  | Ah Moore                    | Al Cohn          | 4:08  |
| 5.  | I Can’t Kick                | Tom Ranier       | 6:11  |
| 6.  | Rockin’ Chair               | Hoagy Carmichael | 3:52  |
| 7.  | Song For Ellen              | Joe Pass         | 3:23  |
| 8.  | Jitterbug Waltz             | Fats Waller      | 8:06  |
| 9.  | The Duke                    | Dave Brubeck     | 5:42  |
| 10. | Jo-Wes                      | John Pisano      | 3:25  |
| 11. | Ain’t Misbehavin’           | Fats Waller      | 6:12  |

## Musiciens
- Joe Pass – Guitare
- John Pisano – Guitare rythmique
- Tom Ranier – Piano, saxophone ténor (piste 5) et saxophone soprano (piste 6)
- Jim Hughart – Basse
- Colin Bailey - Batterie